# Gabriel Chevallier (homme politique)
Pour les articles homonymes, voir Gabriel Chevallier et Chevallier.
Gabriel Chevallier, né le 6 octobre 1880 à Gaillefontaine (Seine-Inférieure) et mort le 30 juin 1969 à Vendôme (Loir-et-Cher), est un homme politique français.

## Biographie
Chirurgien à Vendôme, il est élu en 1945 conseiller municipal de cette ville, puis conseiller général du Loir-et-Cher, élu dans le canton de Vendôme.
En tête de la liste du MRP pour l'élection de la première constituante dans ce département, il est élu député.
Sa carrière parlementaire est cependant très courte. Lors des élections de juin 1946, il ne figure qu'en deuxième position sur la liste du MRP, menée par André Burlot, qui n'obtient qu'un seul siège. Il n'est donc pas réélu.

## Détail des fonctions et des mandats
- 21 octobre 1945 - 10 juin 1946 : Député de Loir-et-Cher